# Puchar Narodów UNCAF 1991
Copa UNCAF 1991 – pierwsza edycja turnieju piłkarskiego o miano najlepszej reprezentacji zrzeszonych w UNCAF jednej z podstref konfederacji CONCACAF. Turniej rozegrano w San José w Kostaryce w dniach 26 maja – 2 czerwca 1991.
Do turnieju finałowego zakwalifikowały się cztery zespoły. Kostaryka jako gospodarz miała zapewniony udział w turnieju finałowym, a pozostałych uczestników wyłoniono w eliminacjach.

## Eliminacje
Do eliminacji zgłosiło się 6 reprezentacji. Ostatecznie udział w eliminacjach wzięło 5 drużyn

### Grupa A
| Zespół   | M | W | R | P | Br+ | Br− | +/− | Pkt |
| -------- | - | - | - | - | --- | --- | --- | --- |
| Honduras | 2 | 1 | 0 | 1 | 3   | 2   | +1  | 2   |
| Panama   | 2 | 1 | 0 | 1 | 2   | 3   | -2  | 2   |

| 5 maja 1991  |       |          |
| Panama       | 2 – 0 | Honduras |
| 12 maja 1991 |       |          |
| Honduras     | 3 – 0 | Panama   |

Źródło:

### Grupa B
| Zespół    | M | W | R | P | Br+ | Br− | +/− | Pkt |
| --------- | - | - | - | - | --- | --- | --- | --- |
| Salwador  | 2 | 2 | 0 | 0 | 5   | 2   | +3  | 4   |
| Nikaragua | 2 | 0 | 0 | 2 | 2   | 5   | -3  | 0   |

| 4 kwietnia 1991  |       |           |
| Nikaragua        | 2 – 3 | Salwador  |
| 24 kwietnia 1991 |       |           |
| Salwador         | 2 – 0 | Nikaragua |

Źródło:

### Grupa C
| 12 maja 1991 |      |           |
| Belize       | w/o* | Gwatemala |
| 17 maja 1991 |      |           |
| Gwatemala    | w/o* | Belize    |

- Reprezentacja Gwatemali automatycznie zakwalifikowała się do turnieju po wycofaniu się Belize z eliminacji.

Źródło:

## Stadiony
| Stadion Narodowy                               |
| Pojemność: 25 000                              |
|                                                |
| San José Miasto-organizator na mapie Kostaryki |

## Turniej finałowy
| Zespół    | Pkt | M | W | R | P | Br+ | Br− | +/− |
| --------- | --- | - | - | - | - | --- | --- | --- |
| Kostaryka | 6   | 3 | 3 | 0 | 0 | 10  | 1   | +9  |
| Honduras  | 3   | 3 | 1 | 1 | 1 | 2   | 3   | –1  |
| Gwatemala | 2   | 3 | 0 | 2 | 1 | 0   | 1   | –1  |
| Salwador  | 1   | 3 | 0 | 1 | 2 | 2   | 9   | –7  |

| 26 maja 1991 10:00 UTC-06:00 | Salwador | 0 : 0 | Gwatemala | Stadion Narodowy, San José Widzów: 11 000 Sędzia: Vincent Mauro |
|                              |          |       |           |                                                                 |

| 26 maja 1991 12:00 UTC-06:00 | Kostaryka · R. Gómez 11' · Jara 52' | 2 : 0(1:0)Raport | Honduras | Stadion Narodowy, San José Widzów: 15 000 Sędzia: Carlos Castellanos |
|                              |                                     |                  |          |                                                                      |

| 29 maja 1991 18:30 UTC-06:00 | Gwatemala | 0 : 0 | Honduras | Stadion Narodowy, San José Widzów: 10 000 Sędzia: Berny Ulloa Morera |
|                              |           |       |          |                                                                      |

| 29 maja 1991 20:30 UTC-06:00 | Kostaryka · Jara 17', 41', 48' · Flores 21' · N. Gómez 63', 89' · R. Gómez 66' | 7 : 1(3:1)Raport | Honduras · 16' Arce | Stadion Narodowy, San José Widzów: 10 000 Sędzia: Arlington Success |
|                              |                                                                                |                  |                     |                                                                     |

| 2 czerwca 1991 10:00 UTC-06:00 | Salwador · Rivera 77' | 1 : 2(0:1) | Honduras · 2' Espinoza · 58' Machado | Stadion Narodowy, San José Widzów: 15 000 Sędzia: Jorge Meléndez |
|                                |                       |            |                                      |                                                                  |

| 2 czerwca 1991 12:00 UTC-06:00 | Kostaryka · Jara 32' | 1 : 0(1:0)Raport | Gwatemala | Stadion Narodowy, San José Widzów: 16 500 Sędzia: José Luis Fuentes |
|                                |                      |                  |           |                                                                     |

## Strzelcy
5 goli
- Claudio Jara

2 gole
- Norman Gómez
- Róger Gómez

1 gol
- Juan Carlos Espinoza
- Gilberto Machado
- Leonidas Flores
- Raúl Díaz Arce
- Guillermo Rivera

## Drużyna turnieju
| Bramkarz      | Obrońcy                                                           | Pomocnicy                                                    | Napastnicy                   |
| ------------- | ----------------------------------------------------------------- | ------------------------------------------------------------ | ---------------------------- |
| Jorge Marotta | Vladimir Quesada Gilberto Yearwood Eduardo Acevedo Marcos Anariba | Guillermo Rivera Róger Gómez Carlos Velásquez Camilo Bonilla | Claudio Jara Leonidas Flores |